# سيليستي فييل
سيليستي فييل كاباليرو (من مواليد 21 أكتوبر 1999) هي عارضة أزياء تشيلية وحاملة لقب ملكة جمال فازت بلقب ملكة جمال الكون تشيلي 2023 والآن ستمثل تشيلي في مسابقة ملكة جمال الكون 2023.

## الحياة الشخصية
فييل هو طالب علاقات عامة في جامعة فلوريدا الدولية في ميامي.

## التتويج

### ملكة جمال الكون تشيلي 2023
خلال ليلة تتويج تشيلي الأخيرة في 13 أغسطس 2023، توجت فييل بلقب ملكة جمال الكون تشيلي 2023. وستتنافس في ملكة جمال الكون 2023.

### ملكة جمال الكون 2023
ستمثل فييل تشيلي في مسابقة ملكة جمال الكون 2023 في 18 نوفمبر 2023 في السلفادور.